# Laura Kvist Poulsen
Laura Kvist Poulsen (født 26. september 1973) er en dansk skuespiller.
Poulsen er uddannet fra Skuespillerskolen ved Aarhus Teater i 2002.

## Tv-serier
- Anna Pihl (2006-2008)
- Forbrydelsen (2007)
- Krysters Kartel (2009)
- Live fra Bremen (2009-2012)